# Kelayu Utara
Kelayu Utara is een bestuurslaag in het regentschap Oost-Lombok van de provincie West-Nusa Tenggara, Indonesië. Kelayu Utara telt 5127 inwoners (volkstelling 2010).